# Glenn Victor Sutanto
Glenn Victor Sutanto (Bandungue, 7 de novembro de 1989) é um nadador indonésio. Representou a Indonésia nos Jogos Olímpicos de Verão de 2016.

## Biografia

### Primeiros anos
Glenn Sutanto nasceu em Bandungue, cidade na ilha de Java, no ano de 1989.

### Carreira
Em 2007, representou a Indonésia nos Jogos do Sudeste Asiático (SEA Games) realizados em Nakhon Ratchasima, na Tailândia. Conquistou para a medalha de bronze para a Indonésia na prova de revezamento 4x100 m medley em equipe formada por Sutanto, Andy Wibowo, Herry Yudhianto e Richard Sam Bera. Na mesma competição, ganhou a medalha de prata na prova de 100 metros costas.
No ano de 2009, o SEA GAMES foi realizado em Vientiane, no Laos. Na prova de revezamento 4x100 m medley, juntamente com Triady Fauzi Sidiq, Indra Gunawan e Guntur Pratama Putra conquistou a medalha de ouro. Na prova de 100 metros costas, disputada de maneira individual, conquistou a medalha de ouro. Ainda conquistou a medalha de bronze na prova de 4 X 100 metros relay junto de Sidiq, Putra e Brian Howard Ho. No mesmo ano, participou do Campeonato Mundial de Esportes Aquáticos de 2009, realizado em Roma na Itália. Sutanto participou de sete competições, mas não teve um bom desempenho, tendo como melhor resultado o sexagésimo primeiro lugar na prova de 100 metros costas.
Na edição do SEA Games de 2011, realizado em Jacarta e Palimbão, Sutanto participou de quatro competições. Conquistou a medalha de ouro na prova de revezamento de 4X100m medley, junto com Triady Fauzi Sidiq, Indra Gunawan e I Gede Siman Sudartawa. Na prova de 100 metros costas, conquistou a medalha de prata. Ainda na competição, conquistou ainda a prata nas provas de 50 metros costas e nas de 50 e 100 metros na categoria borboleta.
Em 2013, a edição do SEA Games foi realizada em Nepiedó, em Myanmar. Na competição, Sutanto conquistou o bronze na prova de 100 metros costas, sendo superado pelo singapuriano Joseph Schooling e o indonésio Sidiq. No mesmo ano, participou dos Jogos Asiáticos de Artes Marciais e Recinto Coberto de 2013. Realizado em Incheon, na Coreia do Sul, Sutanto conquistou duas medalhas, uma de prata na bronze de 50 metros borboleta e uma de prata na 100 metros borboleta.
Um ano antes dos Jogos Olímpicos de Verão, Sutanto disputou o SEA Games de 2015, realizados em Singapura. Nas provas individuais, ganhou duas medalhas de prata, nas de 50 e 100 metros borboleta. Nas provas por equipe, junto com Sidiq, Alexis Wijaya Ohmar e Ricky Anggawijaya conquistou no revezamento 4 x 100 m livre e a prata no revezamento medley. No mesmo ano, participou do Campeonato Mundial de Esportes Aquáticos de 2015, realizado em Cazã, na Rússia. Participante de duas provas, seu melhor resultado foi o quadragésimo primeiro lugar na prova de 100 metros borboletas.
Em janeiro de 2016, foi capa da versão indonésia da revista Men's Health. Em agosto do mesmo ano, integrou o selecionado indonésio para os Jogos Olímpicos de Verão de 2016, realizados no Rio de Janeiro, no Brasil. Na competição realizada no Estádio Aquático Olímpico na Barra da Tijuca, disputou a prova de 100 metros borboleta, terminou em trigésimo quinto lugar.
No ano seguinte competiu pela quinta vez em jogos do SEA Games, realizada em Kuala Lumpur, capital da Malásia. Conquistou a medalha de bronze na categoria de 100 metros borboleta e uma medalha de prata na categoria por equipe na prova de revezamento 4 X 100 metros, junto com Sudartawa, Sidiq e Nathaniel Gagarin. Ainda em 2017, representou a Indonésia o Campeonato Mundial de Esportes Aquáticos de 2017, sediado em Budapeste, na Hungria. Na prova de revezamento de 4 X 100 metros, com Sudartawa, Gunawan e Sidiq conquistaram o décimo nono lugar. Em provas individuais, Sutanto conquistou o quadragésimo terceiro lugar na prova de 50 metros borboleta.
O ano de 2019 marcou a sexta participação de Sutanto no SEA Games. Na edição realizada na Filipinas, Sutanto conquistou uma medalha de bronze nos 50 metros costas e uma de prata na prova de revezamento 4 X 100 metros, junto com Sudartawa, Sidiq e Gagarin. Sutanto também participou do Campeonato Mundial de Esportes Aquáticos de 2019, realizado em Gwangju na Coreia do Sul. No mundial, participou de duas provas, tendo como melhor resultado o quadragésimo quarto lugar na prova de 100 metros borboleta e alcançou o quadragésimo nono lugar na prova de 50 metros borboleta.
A sétima participação de Sutanto em jogos SEA Games foi realizada em Hanói, no Vietnã no ano de 2021, realizado em 2022, devido à Pandemia de COVID-19 no Vietnã. Na prova de 50 metros borboleta, conquistou a medalha de bronze sendo superado pela dupla de singapurianos Teong Tzen Wei e Mikkel Lee. Na prova de revezamento 4 X 100 metros, foi medalha de prata em companhia de Erick Ahmad Fathoni, Aflah Prawira e Joe Kurniawan.
Após os jogos realizado no Vietnã, participou do Campeonato Mundial de Esportes Aquáticos de 2022, realizado em Budapeste, na Hungria. Sutanto participou de duas competições, obtendo o quadragésimo sexto lugar na prova de 50 metros borboleta e quinquagésimo primeiro na prova de 100 metros borboletas.